# 1964年アメリカ合衆国大統領選挙
1964年アメリカ合衆国大統領選挙（1964ねんアメリカがっしゅうこくだいとうりょうせんきょ、英語: United States presidential election, 1964）は、1964年11月3日に行われたアメリカ合衆国大統領選挙（第45回）。アメリカ合衆国史の中でも最も一方的な選挙の一つになった。
現職大統領リンドン・ジョンソン（民主党）は、前任者ジョン・F・ケネディの暗殺で1年足らず前に大統領職を継いだが、ケネディ人気にうまく自身も乗せることができた。ジョンソンはまた、対抗馬である共和党でアリゾナ州選出アメリカ合衆国上院議員バリー・ゴールドウォーターを、1930年代に創られた社会福祉プログラム（例えば社会保障）の廃止を望んでいる右派だと批判した。さらにゴールドウォーターならば、この国をソビエト連邦との核戦争に突入させるかもしれないと主張した。ジョンソンはこれらの要素をうまく働かせて、50州のうち44州とコロンビア特別区を制し、容易に当選した。2007年時点で、ジョンソンとゴールドウォーターの一般選挙における得票率差22.6ポイントは大統領選挙の歴史の中で5番目に大きなものである（これより上位に来るものは1920年、1924年、1936年および1972年の選挙）。ジョンソンは一般選挙で61.1%の得票率となったが、これは1820年以降の大統領候補者が得たものとしては最高となっている。

## ジョン・F・ケネディの暗殺
ケネディ大統領は1963年11月22日にテキサス州ダラスで暗殺された。ケネディ支持者はカリスマ的指導者を失ったことで衝撃を受け悲嘆に暮れた。対抗する大統領候補者は殺害された大統領の政策に反対して出馬することには間が悪い立場に立たされた。
その後の服喪期間、共和党の指導者達は不敬に思われないように政治的停止期間を要求した。主要政党の候補者はだれもが1964年1月まではほとんど政治活動を行わず、その後に公式の予備選挙の季節が始まった。当時、政治評論家の多くはケネディの暗殺がこの国を政治的に不安定な状態にしたと見ていた。

## 候補者の指名

### 民主党の指名

#### 民主党の大統領指名候補者

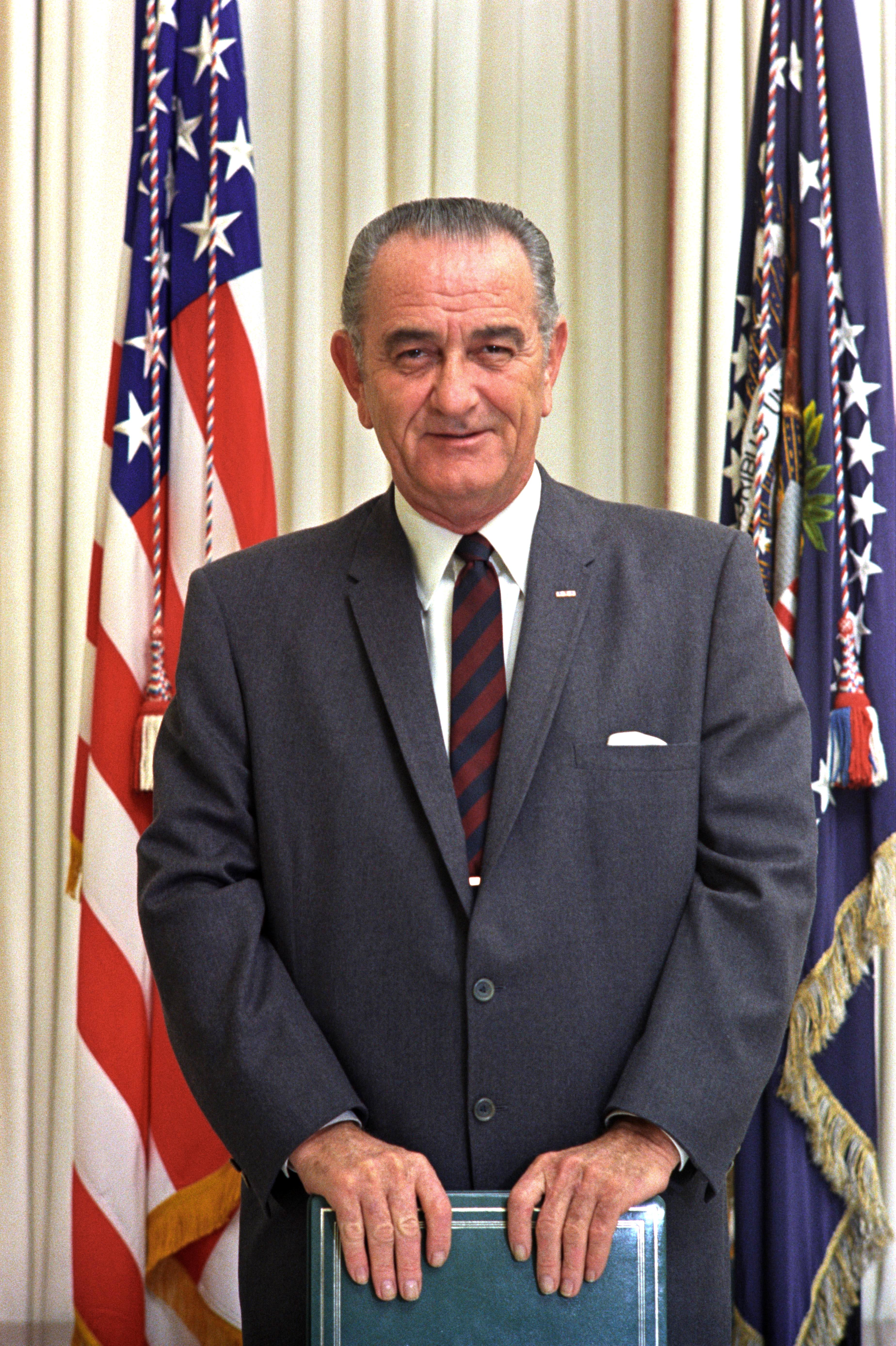
リンドン・ジョンソン、現職大統領、テキサス州出身
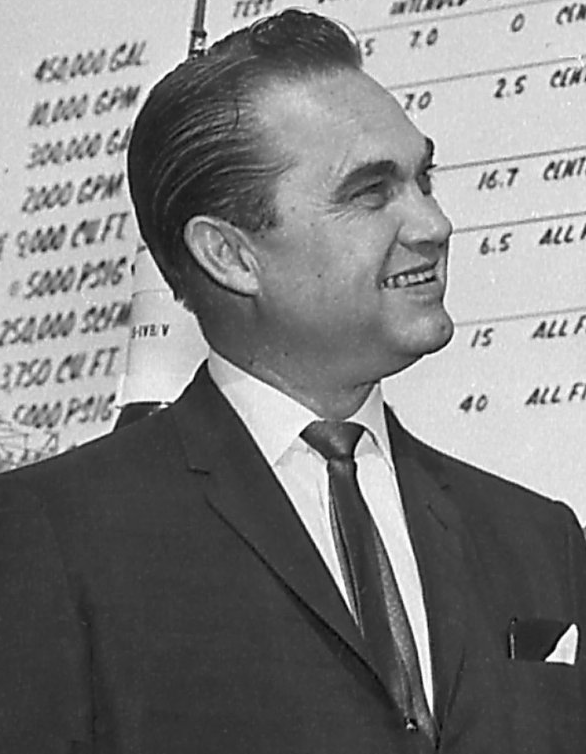
ジョージ・ウォレス、アラバマ州知事

ジョンソンの大統領候補指名は確定的だったが、ジョンソンは党大会を支配し、公民権に関する公然の闘争を避けることを望んだ。それでも、公民権問題に関しては指名の時期に2つの派から挑戦を受けた。
人種差別主義者でアラバマ州知事のジョージ・ウォレスは、ジョンソンに対抗して北部州での多くの予備選挙に出馬し、メリーランド州、インディアナ州およびウィスコンシン州の予備選挙では、ジョンソンに対する当て馬である地元出身のお気に入り候補に対して驚くべき善戦をした。

#### 予備選挙での総得票数
- パット・ブラウン - 1,693,813 (27.26%)
- リンドン・ジョンソン - 1,106,999 (17.82%)
- サム・ヨーティ - 798,431 (12.85%)
- ジョージ・ウォレス - 672,984 (10.83%)
- ジョン・W・レイノルズ - 522,405 (8.41%)
- アルバート・S・ポーター - 493,619 (7.94%)
- マシュー・E・ウェルシュ - 376,023 (6.05%)
- ダニエル・B・ブリュースター - 267,106 (4.30%)
- ジェニングス・ランドルフ - 131,432 (2.12%)
- 非拘束 - 81,614 (1.31)
- ロバート・ケネディ - 36,258 (0.58%)
- その他 - 23,235 (0.37%)
- ヘンリー・カボット・ロッジJr.（記名投票） - 8,495 (0.14%)
- アドレー・スティーブンソン - 800 (0.01%)
- ヒューバート・H・ハンフリー - 548 (0.01%)

全国党大会では、統一ミシシッピ州自由民主党 (MFDP)が、党の規則に基づくのではなく、公式のミシシッピ州代議員団がジム・クロウ法の予備選挙で選ばれていることを理由に、自分達がミシシッピ州の代議員であることを主張した。党のリベラル派指導者達は2つの議員団で公平に議席を配分することを支持した。ジョンソンは、正規のミシシッピ州民主党ならばどうしてもゴールドウォーターに投票するであろうが、彼等を拒絶することは南部の票を失うことになると心配した。結果的にヒューバート・H・ハンフリー、ウォルター・ロイター、さらには黒人公民権運動の指導者であるロイ・ウィルキンス、マーティン・ルーサー・キング・ジュニアおよびベアード・ラスティンが妥協を工作した。ミシシッピ州自由民主党は2議席を得た。正規のミシシッピ州代議員団は党公認候補への支持に対する誓約を求められた。今後の民主党全国大会は人種差別選挙で選ばれた代議員団を受け入れることは無いとされた。ミシシッピ州自由民主党の弁護士ジョセフ・ラオは当初この取引を拒否したが、最終的その議席を受け入れた。ミシシッピ州とアラバマ州からの多くの白人代議員が誓約に署名することを拒否し、会場を後にした。若い公民権運動家達は如何なる妥協にも不満を抱いた。ジョンソンは選挙で南部の多くを制したが、ルイジアナ州、アラバマ州、ミシシッピ州、ジョージア州およびサウスカロライナ州は落とした。
ジョンソンはまた、ケネディ大統領の弟で司法長官のロバート・ケネディとの問題があった。ケネディとジョンソンは1960年の大統領選挙以来互いを嫌っていた。ケネディがその兄の副大統領候補にジョンソンがならないよう画策した時に、その溝が深まった。1964年初め、ロバート・ケネディはジョンソンを嫌っていたにも拘らず、ジョンソンに自分を副大統領候補として認めるよう強いた。ジョンソンは現行閣僚には誰も民主党公認の2枚目の切符を渡す考えは無いと宣言することで、この脅しを排除した。ジョンソンはまた、ケネディが1964年民主党党大会で予定される演説を使って代議員の中に感情の高まりを創りだし、自身をジョンソンの副大統領候補に指名させるのではないかということを心配するようになった。ジョンソンはケネディの演説を慎重に大会の最後の日に組み入れ、その副大統領候補が既に決まった後になるようにした。民主党全国大会の直ぐあとで、ケネディはジョンソン内閣を去り、ニューヨーク州で合衆国上院議員の議席を求めて出馬することにした。ケネディはその年11月の選挙で当選した。ジョンソンはその副大統領候補として、ミネソタ州選出合衆国上院議員で公民権運動の活動家でもあるヒューバート・H・ハンフリーを選んだ（ケネディの暗殺後、副大統領候補の必要性は大会で不安な要素を与えていたことは注目すべきである）。

### 共和党の指名

#### 共和党の指名候補者

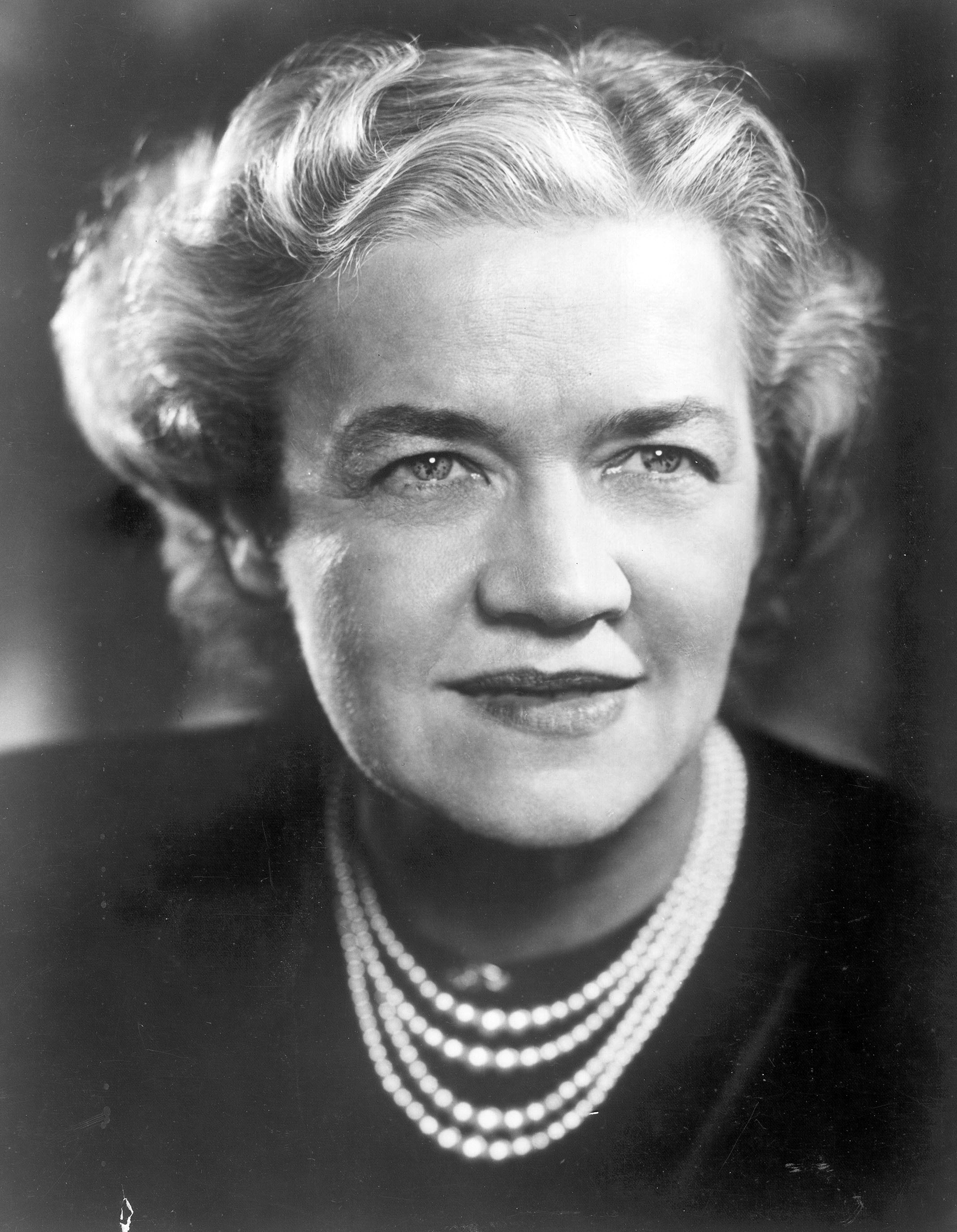
マーガレット・チェイス・スミス、メイン州選出合衆国上院議員
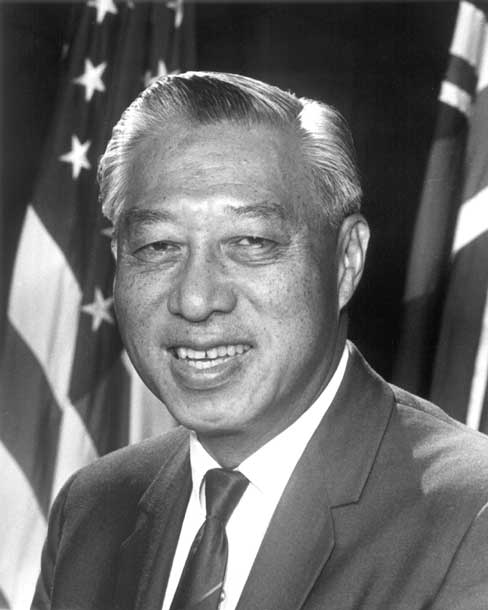
ハイラム・フォン、ハワイ州選出合衆国上院議員
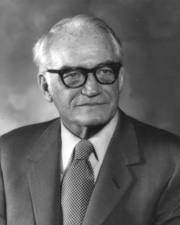
バリー・ゴールドウォーター、アリゾナ州選出合衆国上院議員
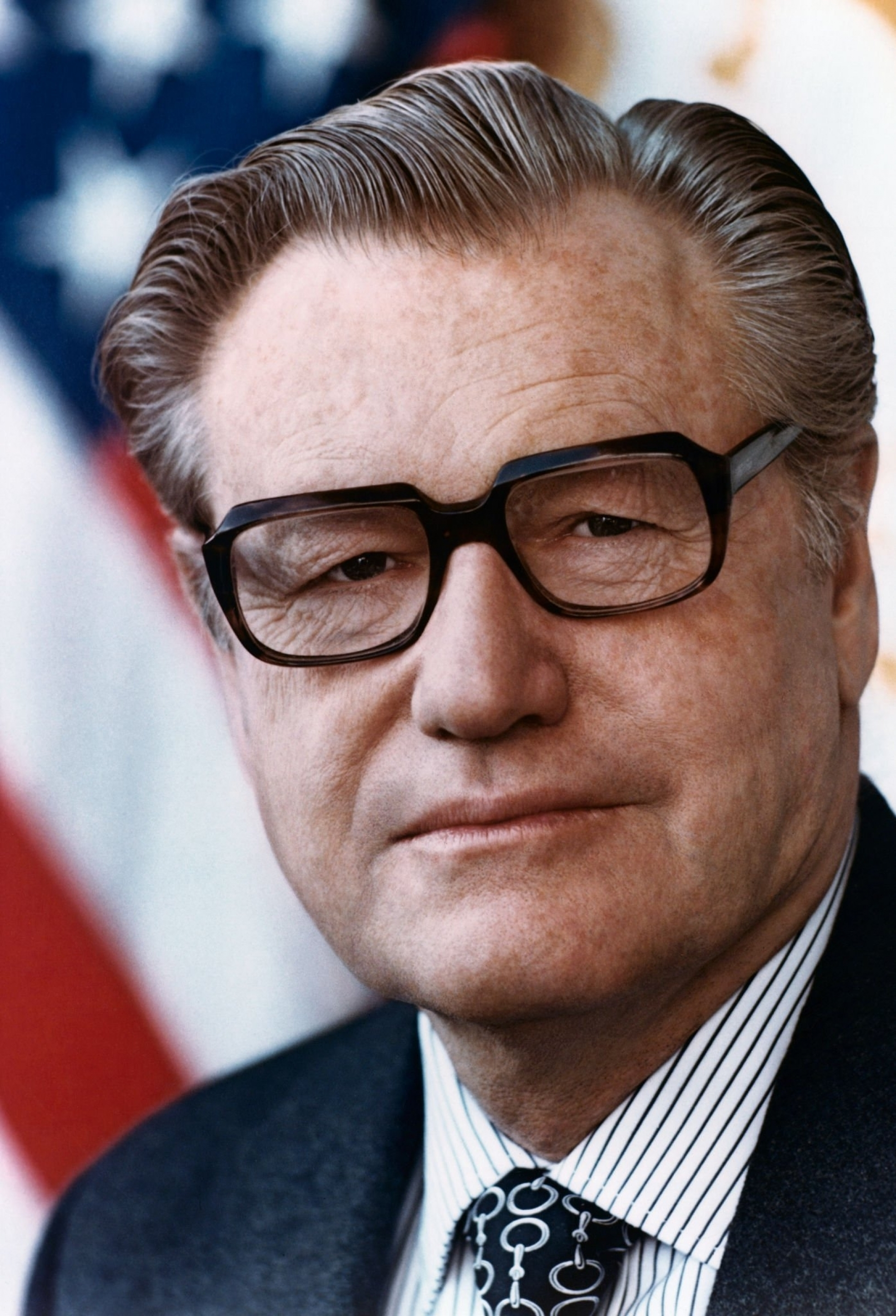
ネルソン・ロックフェラー、ニューヨーク州知事
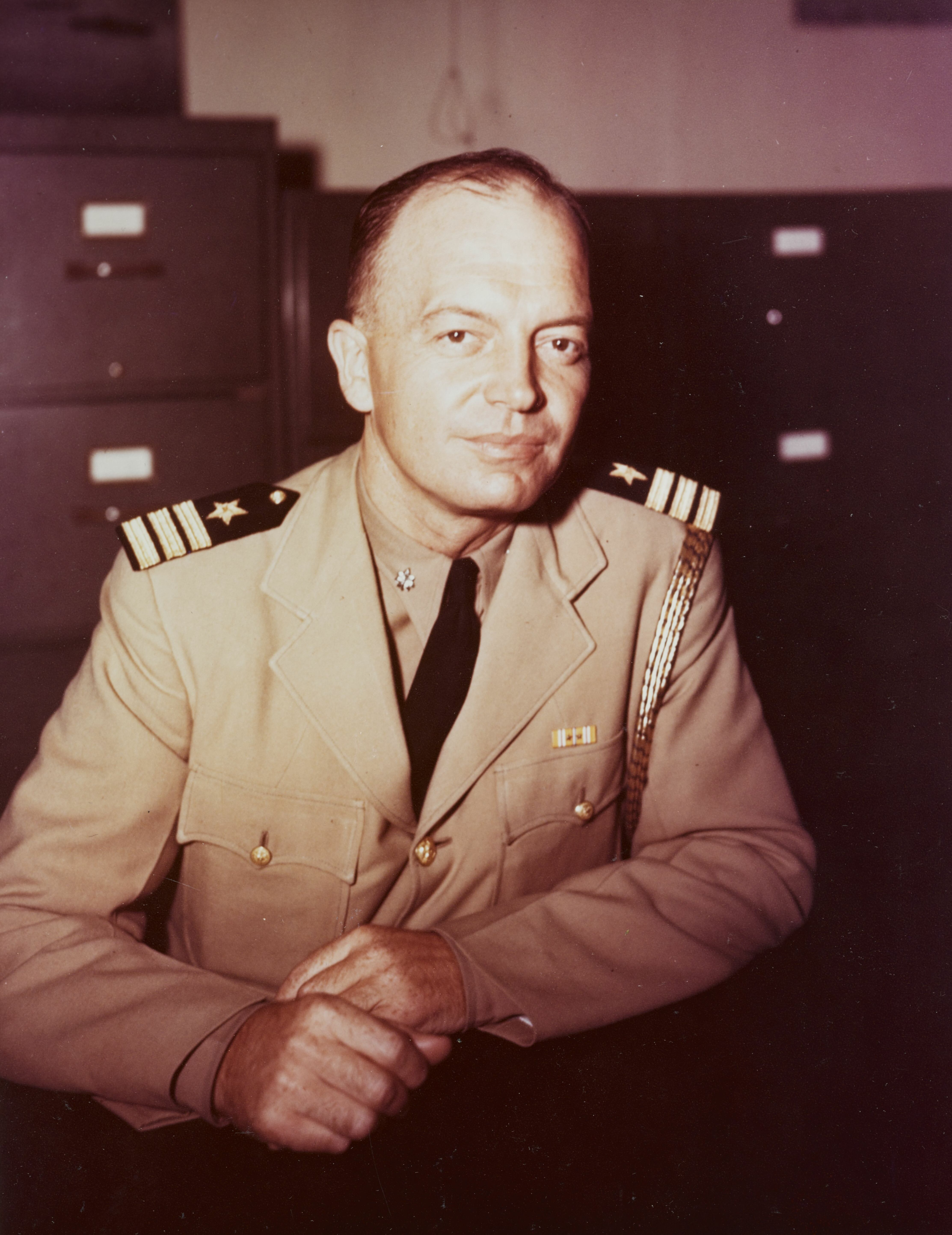
ハロルド・スタッセン、元ミネソタ州知事
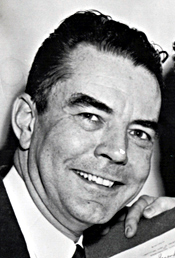
ジョン・W・バーンズ、ウィスコンシン州選出合衆国下院議員
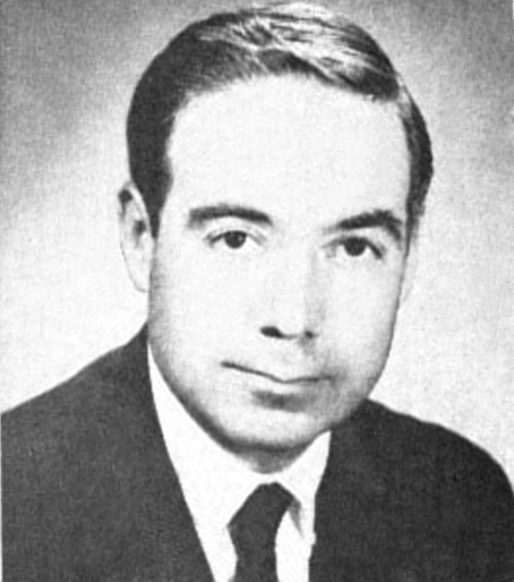
ウィリアム・スクラントン、ペンシルベニア州知事

- ウォルター・ジャッド（英語版）、元ミネソタ州選出合衆国下院議員
- ジェイムズ・A・ローズ、オハイオ州知事
- ジョン・W・ステフィー、メリーランド州選出合衆国上院議員

#### 予備選挙

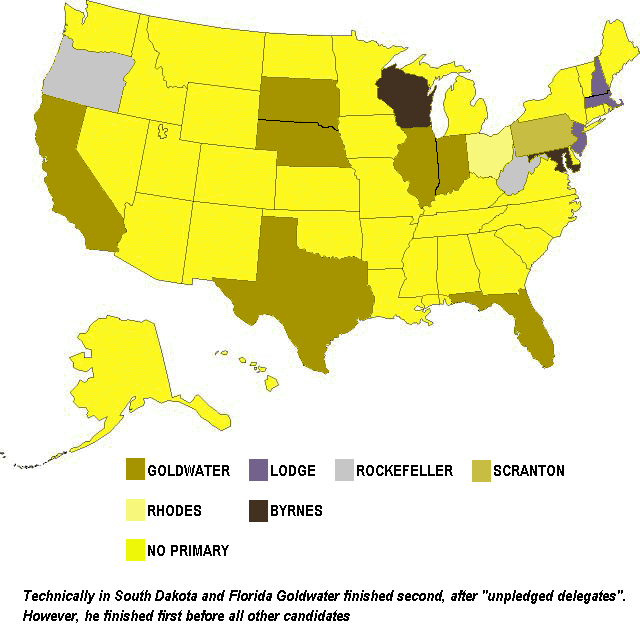
共和党の予備選挙結果

共和党は1964年にその保守・右派と、中道保守との間でひどく分裂した。元副大統領のリチャード・ニクソンは1960年の大統領選挙でケネディとかなりの接戦を演じたうえで敗れ、その後1962年のカリフォルニア州知事選挙でも敗れたために出馬しないことにした。党主流派のニクソンは共和党両派との結び付きがあり、1960年の時は両派をまとめることができた。ニクソンがいなければ、両派が指名を求めて全面的な政治的内戦状態になることは明らかだった。アリゾナ州選出合衆国上院議員のバリー・ゴールドウォーターは保守・右派の代表だった。保守派は伝統的にアメリカ合衆国中西部を地盤にしていたが、1950年代からは南部や西部でも力を付けていた。低い税金、個人の権利と企業の利益を支持する小さな連邦政府を支持し、社会福祉プログラムには反対していた。また、北東部に地盤がある中道派の君臨に不満を抱いていた。1940年以来、東部中道派が共和党の党大会で保守派の指名候補者を破り続けていた。保守派は、東部中道派がその哲学や政府に対処するやり方で民主党左派と大差ないと思っていた。共和党の指名を得るためにゴールドウォーターの主要対抗馬は、ニューヨーク州知事で長い間共和党中道派の指導者であるネルソン・ロックフェラーだった。ロックフェラーがゴールドウォーターによって指名争いから追い出されたときに、党中道派はペンシルベニア州知事ウィリアム・スクラントンに乗り換えて、彼ならばゴールドウォーターを止められると期待した。
ニューハンプシャー州予備選挙ではロックフェラーとゴールドウォーターが有力と考えられていたが、記名投票で候補者名簿には載っていない候補にも投票が出来たことから、1960年の大統領選挙でニクソンの副大統領候補だったヘンリー・カボット・ロッジJr.駐南ベトナム大使（元マサチューセッツ州選出合衆国上院議員）が勝利。更にマサチューセッツ州とニュージャージー州予備選挙でもロッジは勝利したものの、彼自身が大統領候補としての指名を求めないと宣言するに至りロッジへの支持は止んだ。
ゴールドウォーターはニューハンプシャー州で敗れたにも拘らず、選挙運動を続け、イリノイ州、テキサス州およびインディアナ州の予備選挙でほとんど反対無く勝利し、ネブラスカ州の予備選挙ではニクソン担ぎ出しという手ごわい挑戦にも勝った。ゴールドウォーターは多くの州党員集会でも勝利し、さらに多くの代議員を集めた。一方ロックフェラーはウェストバージニア州とオレゴン州の予備選挙でゴールドウォーターに勝利し、スクラントンは出身州であるペンシルベニア州で勝利した。ロックフェラーもスクラントンも大半が北東部だが幾つかの州党員集会で勝利した。
ロックフェラーとゴールドウォーターの天王山はカリフォルニア州予備選挙だった。1963年にロックフェラーは突然妻と離婚してその後間もなくかなり若い女性と再婚した時に、不快な報道を受けていた。その女性ハッピー・マーフィーがロックフェラーと再婚する前に突然前夫と離婚していた事実があり、ロックフェラーは彼女と婚外交渉があったという噂が流れた。このことは共和党内の多くの社会保守主義者を怒らせ、その多くはロックフェラーが「他人の妻を寝取った」と囁いた。これらの告発にも拘らず、ロックフェラーはカリフォルニア州の世論調査の大半ではゴールドウォーターにリードしており、予備選挙の数日前にその新妻が息子ネルソン・ロックフェラー・ジュニアを出産した時は勝利に向かっていた。その息子の誕生が不倫問題を前面かつ中心に押し出すことになり、ロックフェラーは急速に世論の地盤を失った。ゴールドウォーターが51%対49%という僅差で予備選挙を制し、重大な対抗馬でありなんとか指名争いに残っていたロックフェラーを排除した。

#### 予備選挙での総得票数
- バリー・ゴールドウォーター - 2,267,079 (38.33%)
- ネルソン・ロックフェラー - 1,304,204 (22.05%)
- ジェイムズ・A・ローズ - 615,754 (10.41%)
- ヘンリー・カボット・ロッジJr. - 386,661 (6.54%)
- ジョン・W・バーンズ - 299,612 (5.07%)
- ウィリアム・スクラントン - 245,401 (4.15%)
- マーガレット・チェイス・スミス - 227.007 (3.84%)
- リチャード・ニクソン - 197,212 (3.33%)
- 非拘束 173,652 (2.94%)
- ハロルド・スタッセン - 114,083 (1.93)
- その他 - 58,933 (0.99%)
- リンドン・ジョンソン（記名投票） - 23,406 (0.40%)
- ジョージ・ロムニー - 1,955 (0.03%)

サンフランシスコのカウパレス・アリーナで開催された1964年共和党全国大会では、党中道派と保守派が公然と互いを中傷しあうことになり、最も苦い大会になった。ロックフェラーはその演説のために演台に立ったとき騒々しいブーイングで迎えられた。その演説では厳しく党保守派を批判し、そのことで傍聴席にいた多くの保守派は彼に大声で喚きたてた。中道派の集団がスクラントンを担いでゴールドウォーターを止めようとしたが、ゴールドウォーター側は容易にその挑戦を退け、最初の投票で大統領候補に指名された。大統領候補指名投票の結果は以下の通りだった。
- バリー・ゴールドウォーター - 883
- ウィリアム・スクラントン  - 214
- ネルソン・ロックフェラー - 114
- ジョージ・ロムニー  - 41
- マーガレット・チェイス・スミス - 27
- ウォルター・ジャッド（英語版） - 22
- ハイラム・フォン - 5
- ヘンリー・カボット・ロッジJr. - 2

副大統領候補には知名度の低い共和党議長でニューヨーク州北部選出の合衆国下院議員ウィリアム・E・ミラーが指名された。ゴールドウォーターは「彼ならジョンソン大統領の石頭を追い出せる」からミラーを選んだと述べた。
指名受諾演説でゴールドウォーターは次の様に言っている。
| 「 | 私は次のことを諸君に思い起こさせよう──自由を守るために過激であることは何ら欠点が無い・・・・・そして正義を追求するのに中庸であることは何ら美徳ではない | 」 |

この演説は、多くの共和党中道派に余りに侮辱的な挑発と受け止められ秋の本選挙で民主党への投票を招く一因となった。

## 一般選挙

### 秋の選挙運動
ゴールドウォーターは保守派を糾合することに成功したものの、一般選挙ではその支持基盤を広げることはできなかった。共和党大会の少し前ジョンソンが提案し署名して法制化した1964年公民権法に、ゴールドウォーターが反対票を投じたことで共和党中道派の大半と疎遠になっていた。連邦政府が法制化することではなく個別の州の問題だというのがゴールドウォーターの持論ではあったが、この事実はゴールドウォーターを人種差別主義者としてジョンソン陣営からネガティブ・キャンペーンにさらされる口実となった。
その場で不用意にコメントしたり意見を述べたりするゴールドウォーターの以前の言動も批判の的となり、これも多くが民主党のネガティブ・キャンペーンに広く利用された。1961年12月の記者会見で「時々私は、東海岸を切り離して海に流してしまったらこの国がどんなに巧くいくだろうかと思うんだが」とコメントし（東部州を中心に支持されていた）しばしば関連付けられる自由経済と社会政策を嫌っていたことを表明した。だがジョンソン陣営がテレビ広告でこの発言を引いて、社会保障を削減して自己責任にしテネシー川流域開発公社を売却するかの様に喧伝したことから、そのまま自陣営に跳ね返ってくることになった。「クレムリンの男子便所（men's room）にデカいのを一つ落としてやれ」と言う大便の用を足すことと米軍の核攻撃を引っ掛けたジョークも、ゴールドウォーターの最も有名な失言になってしまった。
有力な共和党中道派がゴールドウォーターを支援しなかったことも、彼にとっては打撃だった。ニクソンやスクラントンの様に忠実に選挙運動を行った者もいたのだが、ロックフェラーやロムニーはゴールドウォーターの選挙運動に加わらず暗に拒否の姿勢を示した。アイゼンハワーの強力な後ろ盾があればゴールドウォーターの選挙運動は有利になったかも知れないが、そのアイゼンハワーにしてさえ全面支援していなかった。1960年代初頭にゴールドウォーターは、アイゼンハワー政権を「10セント雑貨店のニューディール」と揶揄していたし、1964年7月に実弟で大学の管理者ミルトン・S・アイゼンハワーが大統領候補となる可能性について尋ねられた際にも「一つの時代にアイゼンハワーは一人で十分」とコメントしていた。こうした遺恨もあってかアイゼンハワーはゴールドウォーターを支援することも批判することはなく、ゴールドウォーターのテレビ広告に一度出ただけだった。東部共和党の声を代弁していた（かつ予備選挙中のゴールドウォーター活動家の目標だった）「ニューヨーク・ヘラルド・トリビューン」ですら一般選挙ではジョンソン支持を表明し、有力な共和党政治家の参加は無かったものの「ジョンソン共和党」組織まで創った中道派まで現れた。
その一方でロナルド・レーガンはゴールドウォーターを支持するテレビ広告を打ち、好印象で受け入れられた。ゴールドウォーターの助言者が国中の地方テレビ局でそれを流させたことは非常に評判になった。1966年にレーガンは地滑り的勝利でカリフォルニア州知事に選ばれたが、多くの歴史家達はこの演説がレーガンの俳優から政治家への変わり目だったと考えている。
ジョンソンは自身を中道と位置づけ、ゴールドウォーターを過激主義者と見させることに成功した。ゴールドウォーターは戦争や核兵器および経済に関して率直な発言をする習慣があり、これが却ってマイナスになった。 
最も有名なものでは、9月7日にジョンソンが打った俗に「デイジーガール」（Daisy Girl）と言われるテレビCMがある。少女が野原でデイジーの花びらを「ワン…ツー…スリー…」と数え、少女が「ナイン」と呟いたところで「テン」と男の声が重なり少女の黒い目がクローズアップされると共に「ナイン、エイト、セブン」とカウントダウンが開始。やがて「スリー、ツー、ワン」と続いて画面は真っ暗になり「ゼロ」で核爆発の映像が流れると、ジョンソン大統領の声で「これは大いなる賭けだ。神の子が全て生きられるのか、闇にたどりつくか──互いに愛し合うのかそれとも死に絶えるのか」というナレーションが続く。この広告はゴールドウォーターの提唱するベトナムで「戦術的」核兵器を使用するという発言に反応したものだった。 
ジョンソン陣営が打ったもう一つの広告「共和党員の告白」（Confessions of a Republican）は、サンフランシスコでの共和党大会に押し掛けたクー・クラックス・クランを引き合いに出してゴールドウォーターを支持する保守層に結びつけたものだった。有権者は次第にゴールドウォーターを「右翼」がかった候補者と見るようになり、ゴールドウォーターのスローガン「彼は正しい、それが本音」("In your heart, you know he's right")は、ジョンソン陣営によって「彼はバカ、それこそ貴方のガッツ」（"In your guts, you know he's nuts"）とか、「彼ならやりかねない（核兵器のボタンを押すこと）、それが本音」（"In your heart, you know he might"）とか、さらには「彼は極右だ、それが本音」（"In your heart, he's too far right"）とパロディ化されてしまった。「ジョンソンですらゴールドウォーターよりはマシ」という皮肉に満ちた文句を掲げたボタンを着ける者まで出る始末だった。 
ジョンソン陣営の最も大きな心配事は、重要な州で低投票率に導く有権者の無関心だった。これに対応するためにジョンソンの広告の最後は常に「11月3日にはリンドン・B・ジョンソンに投票を。あまりに大変な賭けなので貴方は家に居られない」という文句で締めくくった。民主党の選挙運動は他に2つのスローガン「LBJと共に進もう」と「LBJはUSAのために」があった（LBJはリンドン・ジョンソンの頭文字）。
この選挙運動は元大統領ハーバート・フーヴァーの逝去にともない、10月20日の週に中断があった。服喪期間に選挙運動を行うのは不敬と考えられたからだった。

### 結果
投票は1964年11月3日に行われた。ジョンソンは一般選挙の得票率61%以上を取ってゴールドウォーターを粉砕した。これは一般投票が初めて国全体に広げられた1824年以降最大の得票率だった。最終的にゴールドウォーターは出身州であるアリゾナ州とディープサウス5州を取っただけであるが、レコンストラクション以降はずっと民主党が勝利していたミシシッピ州やアラバマ州ばかりかレコンストラクション期間中でさえも共和党が勝利しなかったジョージア州で共和党が勝ったことは、民主党の公民権政策で従前の民主党支持者が疎遠になっていたことを示した。この年は南部にとって大きな転換点となり、民主党の元「ソリッドサウス｣が共和党の拠点になる過程の重要な一歩だった。それでもジョンソンは、元アメリカ連合国11州合計で辛うじて一般選挙の多数（51%対49%、631万票対599万票）を確保した。
ジョンソンの圧勝は多くの保守派共和党議員も落選させ、議会で保守派連合に打ち勝つ多数派与党を確保させた。
この選挙は、アメリカ合衆国憲法修正第23条の下でコロンビア特別区が大統領選挙に参加したことでは初めてのものになった。
| 大統領選の結果                                 |            |            |            |              |                                        |              |
| 大統領候補者 出身州                            | 党         | 得票数     | 得票率     | 選挙人得票数 | 副大統領候補者 出身州                  | 選挙人得票数 |
| リンドン・ジョンソン テキサス州                | 民主党     | 43,127,041 | 61.1%      | 486          | ヒューバート・H・ハンフリー ミネソタ州 | 486          |
| バリー・ゴールドウォーター アリゾナ州          | 共和党     | 27,175,754 | 38.5%      | 52           | ウィリアム・E・ミラー ニューヨーク州   | 52           |
| ジョン・カスパー ニューヨーク州                | 全国州権党 | 6,953      | 0.0%       | 0            | ジェシー・ストローナー ジョージア州    | 0            |
| ジョセフ・B・ライトバーン ウェストバージニア州 | 立憲党     | 5,061      | 0.0%       | 0            | セオドア・ビリングス                   | 0            |
| 非拘束代議員                                   | 民主党     | 210,732    | 0.3%       | 0            | -                                      | 0            |
| その他                                         | -          | 125,757    | 0.2%       | 0            | -                                      | 0            |
| 合計                                           | 合計       | 70,651,298 | 100%       | 538          | -                                      | 538          |
| 選出必要数                                     | 選出必要数 | 選出必要数 | 選出必要数 | 270          | -                                      | 270          |

#### 州ごとの結果
| ジョンソン/ハンフリーが勝利した州     |
| ゴールドウォーター/ミラーが勝利した州 |

|                      |          | リンドン・ジョンソン 民主党 | リンドン・ジョンソン 民主党 | リンドン・ジョンソン 民主党 | バリー・ゴールドウォーター 共和党 | バリー・ゴールドウォーター 共和党 | バリー・ゴールドウォーター 共和党 | 非拘束代議員 民主党 | 非拘束代議員 民主党 | 非拘束代議員 民主党 | エリック・ハス 社会労働党 | エリック・ハス 社会労働党 | エリック・ハス 社会労働党 | 票差       | 票差   | 州計       | 州計 |
| 州                   | 選挙人数 | #                           | %                           | 選挙人数                    | #                                 | %                                 | 選挙人数                          | #                   | %                   | 選挙人数            | #                         | %                         | 選挙人数                  | #          | %      | #          |      |
| -------------------- | -------- | --------------------------- | --------------------------- | --------------------------- | --------------------------------- | --------------------------------- | --------------------------------- | ------------------- | ------------------- | ------------------- | ------------------------- | ------------------------- | ------------------------- | ---------- | ------ | ---------- | ---- |
| アラバマ州           | 10       | -                           | -                           | -                           | 479,085                           | 69.45                             | 10                                | 210,732             | 30.55               | -                   | -                         | -                         | -                         | -268,353   | -38.90 | 689,817    | AL   |
| アラスカ州           | 3        | 44,329                      | 65.91                       | 3                           | 22,930                            | 34.09                             | -                                 | -                   | -                   | -                   | -                         | -                         | -                         | 21,399     | 31.82  | 67,259     | AK   |
| アリゾナ州           | 5        | 237,753                     | 49.45                       | -                           | 242,535                           | 50.45                             | 5                                 | -                   | -                   | -                   | 482                       | 0.10                      | -                         | -4,782     | -0.99  | 480,770    | AZ   |
| アーカンソー州       | 6        | 314,197                     | 56.06                       | 6                           | 243,264                           | 43.41                             | -                                 | -                   | -                   | -                   | -                         | -                         | -                         | 70,933     | 12.66  | 560,426    | AR   |
| カリフォルニア州     | 40       | 4,171,877                   | 59.11                       | 40                          | 2,879,108                         | 40.79                             | -                                 | -                   | -                   | -                   | 489                       | 0.01                      | -                         | 1,292,769  | 18.32  | 7,057,586  | CA   |
| コロラド州           | 6        | 476,024                     | 61.27                       | 6                           | 296,767                           | 38.19                             | -                                 | -                   | -                   | -                   | 302                       | 0.04                      | -                         | 179,257    | 23.07  | 776,986    | CO   |
| コネチカット州       | 8        | 826,269                     | 67.81                       | 8                           | 390,996                           | 32.09                             | -                                 | -                   | -                   | -                   | -                         | -                         | -                         | 435,273    | 35.72  | 1,218,578  | CT   |
| デラウェア州         | 3        | 122,704                     | 60.95                       | 3                           | 78,078                            | 38.78                             | -                                 | -                   | -                   | -                   | 113                       | 0.06                      | -                         | 44,626     | 22.17  | 201,320    | DE   |
| D.C.                 | 3        | 169,796                     | 85.50                       | 3                           | 28,801                            | 14.50                             | -                                 | -                   | -                   | -                   | -                         | -                         | -                         | 140,995    | 71.00  | 198,597    | DC   |
| フロリダ州           | 14       | 948,540                     | 51.15                       | 14                          | 905,941                           | 48.85                             | -                                 | -                   | -                   | -                   | -                         | -                         | -                         | 42,599     | 2.30   | 1,854,481  | FL   |
| ジョージア州         | 12       | 522,557                     | 45.87                       | -                           | 616,584                           | 54.12                             | 12                                | -                   | -                   | -                   | -                         | -                         | -                         | -94,027    | -8.25  | 1,139,336  | GA   |
| ハワイ州             | 4        | 163,249                     | 78.76                       | 4                           | 44,022                            | 21.24                             | -                                 | -                   | -                   | -                   | -                         | -                         | -                         | 119,227    | 57.52  | 207,271    | HI   |
| アイダホ州           | 4        | 148,920                     | 50.92                       | 4                           | 143,557                           | 49.08                             | -                                 | -                   | -                   | -                   | -                         | -                         | -                         | 5,363      | 1.83   | 292,477    | ID   |
| イリノイ州           | 26       | 2,796,833                   | 59.47                       | 26                          | 1,905,946                         | 40.53                             | -                                 | -                   | -                   | -                   | -                         | -                         | -                         | 890,887    | 18.94  | 4,702,841  | IL   |
| インディアナ州       | 13       | 1,170,848                   | 55.98                       | 13                          | 911,118                           | 43.56                             | -                                 | -                   | -                   | -                   | 1,374                     | 0.07                      | -                         | 259,730    | 12.42  | 2,091,606  | IN   |
| アイオワ州           | 9        | 733,030                     | 61.88                       | 9                           | 449,148                           | 37.92                             | -                                 | -                   | -                   | -                   | 182                       | 0.02                      | -                         | 283,882    | 23.97  | 1,184,539  | IA   |
| カンザス州           | 7        | 464,028                     | 54.09                       | 7                           | 386,579                           | 45.06                             | -                                 | -                   | -                   | -                   | 1,901                     | 0.22                      | -                         | 77,449     | 9.03   | 857,901    | KS   |
| ケンタッキー州       | 9        | 669,659                     | 64.01                       | 9                           | 372,977                           | 35.65                             | -                                 | -                   | -                   | -                   | -                         | -                         | -                         | 296,682    | 28.36  | 1,046,105  | KY   |
| ルイジアナ州         | 10       | 387,068                     | 43.19                       | -                           | 509,225                           | 56.81                             | 10                                | -                   | -                   | -                   | -                         | -                         | -                         | -122,157   | -13.63 | 896,293    | LA   |
| メイン州             | 4        | 262,264                     | 68.84                       | 4                           | 118,701                           | 31.16                             | -                                 | -                   | -                   | -                   | -                         | -                         | -                         | 143,563    | 37.68  | 380,965    | ME   |
| メリーランド州       | 10       | 730,912                     | 65.47                       | 10                          | 385,495                           | 34.53                             | -                                 | -                   | -                   | -                   | 1                         | 0.00                      | -                         | 345,417    | 30.94  | 1,116,457  | MD   |
| マサチューセッツ州   | 14       | 1,786,422                   | 76.19                       | 14                          | 549,727                           | 23.44                             | -                                 | -                   | -                   | -                   | 4,755                     | 0.20                      | -                         | 1,236,695  | 52.74  | 2,344,798  | MA   |
| ミシガン州           | 21       | 2,136,615                   | 66.70                       | 21                          | 1,060,152                         | 33.10                             | -                                 | -                   | -                   | -                   | 1,704                     | 0.05                      | -                         | 1,076,463  | 33.61  | 3,203,102  | MI   |
| ミネソタ州           | 10       | 991,117                     | 63.76                       | 10                          | 559,624                           | 36.00                             | -                                 | -                   | -                   | -                   | 2,544                     | 0.16                      | -                         | 431,493    | 27.76  | 1,554,462  | MN   |
| ミシシッピ州         | 7        | 52,618                      | 12.86                       | -                           | 356,528                           | 87.14                             | 7                                 | -                   | -                   | -                   | -                         | -                         | -                         | -303,910   | -74.28 | 409,146    | MS   |
| ミズーリ州           | 12       | 1,164,344                   | 64.05                       | 12                          | 653,535                           | 35.95                             | -                                 | -                   | -                   | -                   | -                         | -                         | -                         | 510,809    | 28.10  | 1,817,879  | MO   |
| モンタナ州           | 4        | 164,246                     | 58.95                       | 4                           | 113,032                           | 40.57                             | -                                 | -                   | -                   | -                   | -                         | -                         | -                         | 51,214     | 18.38  | 278,628    | MT   |
| ネブラスカ州         | 5        | 307,307                     | 52.61                       | 5                           | 276,847                           | 47.39                             | -                                 | -                   | -                   | -                   | -                         | -                         | -                         | 30,460     | 5.21   | 584,154    | NE   |
| ネバダ州             | 3        | 79,339                      | 58.58                       | 3                           | 56,094                            | 41.42                             | -                                 | -                   | -                   | -                   | -                         | -                         | -                         | 23,245     | 17.16  | 135,433    | NV   |
| ニューハンプシャー州 | 4        | 184,064                     | 63.89                       | 4                           | 104,029                           | 36.11                             | -                                 | -                   | -                   | -                   | -                         | -                         | -                         | 78,036     | 27.78  | 286,094    | NH   |
| ニュージャージー州   | 17       | 1,867,671                   | 65.61                       | 17                          | 963,843                           | 33.86                             | -                                 | -                   | -                   | -                   | 7,075                     | 0.25                      | -                         | 903,828    | 31.75  | 2,846,770  | NJ   |
| ニューメキシコ州     | 4        | 194,017                     | 59.22                       | 4                           | 131,838                           | 40.24                             | -                                 | -                   | -                   | -                   | 1,217                     | 0.37                      | -                         | 62,179     | 18.98  | 327,615    | NM   |
| ニューヨーク州       | 43       | 4,913,156                   | 68.56                       | 43                          | 2,243,559                         | 31.31                             | -                                 | -                   | -                   | -                   | 6,085                     | 0.08                      | -                         | 2,669,597  | 37.25  | 7,166,015  | NY   |
| ノースカロライナ州   | 13       | 800,139                     | 56.15                       | 13                          | 624,844                           | 43.85                             | -                                 | -                   | -                   | -                   | -                         | -                         | -                         | 175,295    | 12.30  | 1,424,983  | NC   |
| ノースダコタ州       | 4        | 149,784                     | 57.97                       | 4                           | 108,207                           | 41.88                             | -                                 | -                   | -                   | -                   | -                         | -                         | -                         | 41,577     | 16.09  | 258,389    | ND   |
| オハイオ州           | 26       | 2,498,331                   | 62.94                       | 26                          | 1,470,865                         | 37.06                             | -                                 | -                   | -                   | -                   | -                         | -                         | -                         | 1,027,466  | 25.89  | 3,969,196  | OH   |
| オクラホマ州         | 8        | 519,834                     | 55.75                       | 8                           | 412,665                           | 44.25                             | -                                 | -                   | -                   | -                   | -                         | -                         | -                         | 107,169    | 11.49  | 932,499    | OK   |
| オレゴン州           | 6        | 501,017                     | 63.72                       | 6                           | 282,779                           | 35.96                             | -                                 | -                   | -                   | -                   | -                         | -                         | -                         | 218,238    | 27.75  | 786,305    | OR   |
| ペンシルベニア州     | 29       | 3,130,954                   | 64.92                       | 29                          | 1,673,657                         | 34.70                             | -                                 | -                   | -                   | -                   | 5,092                     | 0.11                      | -                         | 1,457,297  | 30.22  | 4,822,690  | PA   |
| ロードアイランド州   | 4        | 315,463                     | 80.87                       | 4                           | 74,615                            | 19.13                             | -                                 | -                   | -                   | -                   | 2                         | 0.00                      | -                         | 240,848    | 61.74  | 390,091    | RI   |
| サウスカロライナ州   | 8        | 215,700                     | 41.10                       | -                           | 309,048                           | 58.89                             | 8                                 | -                   | -                   | -                   | -                         | -                         | -                         | -93,348    | -17.79 | 524,756    | SC   |
| サウスダコタ州       | 4        | 163,010                     | 55.61                       | 4                           | 130,108                           | 44.39                             | -                                 | -                   | -                   | -                   | -                         | -                         | -                         | 32,902     | 11.22  | 293,118    | SD   |
| テネシー州           | 11       | 634,947                     | 55.50                       | 11                          | 508,965                           | 44.49                             | -                                 | -                   | -                   | -                   | -                         | -                         | -                         | 125,982    | 11.01  | 1,143,946  | TN   |
| テキサス州           | 25       | 1,663,185                   | 63.32                       | 25                          | 958,566                           | 36.49                             | -                                 | -                   | -                   | -                   | -                         | -                         | -                         | 704,619    | 26.82  | 2,626,811  | TX   |
| ユタ州               | 4        | 219,628                     | 54.86                       | 4                           | 180,682                           | 45.14                             | -                                 | -                   | -                   | -                   | -                         | -                         | -                         | 38,946     | 9.73   | 400,310    | UT   |
| バーモント州         | 3        | 108,127                     | 66.30                       | 3                           | 54,942                            | 33.69                             | -                                 | -                   | -                   | -                   | -                         | -                         | -                         | 53,185     | 32.61  | 163,089    | VT   |
| バージニア州         | 12       | 558,038                     | 53.54                       | 12                          | 481,334                           | 46.18                             | -                                 | -                   | -                   | -                   | 2,895                     | 0.28                      | -                         | 76,704     | 7.36   | 1,042,267  | VA   |
| ワシントン州         | 9        | 779,881                     | 61.97                       | 9                           | 470,366                           | 37.37                             | -                                 | -                   | -                   | -                   | 7,772                     | 0.62                      | -                         | 309,515    | 24.59  | 1,258,556  | WA   |
| ウェストバージニア州 | 7        | 538,087                     | 67.94                       | 7                           | 253,953                           | 32.06                             | -                                 | -                   | -                   | -                   | -                         | -                         | -                         | 284,134    | 35.87  | 792,040    | WV   |
| ウィスコンシン州     | 12       | 1,050,424                   | 62.09                       | 12                          | 638,495                           | 37.74                             | -                                 | -                   | -                   | -                   | 1,204                     | 0.07                      | -                         | 411,929    | 24.35  | 1,691,815  | WI   |
| ワイオミング州       | 3        | 80,718                      | 56.56                       | 3                           | 61,998                            | 43.44                             | -                                 | -                   | -                   | -                   | -                         | -                         | -                         | 18,720     | 13.12  | 142,716    | WY   |
| 合計:                | 538      | 43,127,041                  | 61.05                       | 486                         | 27,175,754                        | 38.47                             | 52                                | 210,732             | 0.30                | -                   | 45,189                    | 0.06                      | -                         | 15,951,287 | 22.58  | 70,639,284 | US   |

#### 接戦だった州
青字は民主党、赤字は共和党が勝利したことを示す。数字は得票率の差。
得票率差1%未満 (選挙人数5):
1. アリゾナ州, 0.99%

得票率差5%未満 (選挙人数23):
1. アイダホ州, 1.83%
2. フロリダ州, 2.30%

得票率差5%以上10%未満 (選挙人数40):
1. ネブラスカ州, 5.21%
2. バージニア州, 7.36%
3. ジョージア州, 8.25%
4. カンザス州, 9.03%
5. ユタ州, 9.73%

## その後
バリー・ゴールドウォーターは1964年の選挙で大敗を喫したが、それに続く保守派革命の基盤を作った。ゴールドウォーターのためのレーガンの演説、草の根組織、および共和党の保守派回帰は1980年代の「レーガン革命｣を齎す一助になった。実際に今日の指導的政治家の多くはゴールドウォーターのために働くことで政界に初めて入った（ヒラリー・クリントンは「ゴールドウォーター・ガール」だった）。
ジョンソンは1964年選挙での勝利から国内での「偉大なる社会」プログラムを打ち出し、1965年の選挙権法に署名し、貧乏との戦争（貧困対策）を始めた。ベトナム戦争を拡大させたが、それがその人気を蝕むことになった。1968年までにジョンソンは人気が衰えたので大統領候補としては撤退しなければならなかった。さらにその国内政策はフランクリン・ルーズベルトの民主的ニューディール連衡から労働組合員や南部人を去らせることになり、「レーガン民主党」の現象に繋がった。その後10回の大統領選挙で民主党は3回しか勝てなかった。コラムニストのジョージ・ウィルはこのことを1964年選挙から引き続く影響として「票を数えるのに16年間を要し、ゴールドウォーターが勝った」と表現した。
この選挙では以下のような記録があった。
- 1964年選挙はアメリカ史の中で唯一、外郭南部州全て（アーカンソー州、フロリダ州、ケンタッキー州、ノースカロライナ州、オクラホマ州、テネシー州、テキサス州、バージニア州およびウェストバージニア州）が一つの政党を支持し、ディープサウスの全州（アラバマ州、ジョージア州、ルイジアナ州、ミシシッピ州およびサウスカロライナ州）がもう一方の政党を支持した。
- 1870年代のレコンストラクション以来初めて共和党の大統領候補がアラバマ州、ミシシッピ州およびサウスカロライナ州を制した。ジョージア州が共和党候補に投票したのは初めてのことだった。その後の選挙でこれらの州は南部の大半と共に次第に共和党に投票するようになった。
- 歴史上初めて民主党公認候補がバーモント州を制し、メイン州の場合は多数ではなく初めて過半数で制した。
- コロンビア特別区が初めて選挙人選挙に参加した選挙だった。1960年の選挙人537人に対して538人となった。コロンビア特別区には3人の選挙人が宛てられ、1960年の国勢調査で配分調整された結果下院議員数が437人から435人に戻されたためだった。
- 州ごとの集計でどちらかの候補者が80%以上の得票率となった最後の選挙だった。ジョンソンはロードアイランド州の81%を、ゴールドウォーターはミシシッピ州の87%を獲得した。
- ケネディの暗殺が民主党大勝の触媒になったにも拘らず、ロバート・ケネディはニューヨーク州の合衆国上院議員選挙で54%の得票しか得られなかった。一方ジョンソンはニューヨーク州で69%を獲得した。
- 次の州は民主党候補を支持した最後の機会になった。アラスカ州、アイダホ州、カンザス州、ネブラスカ州、ノースダコタ州、オクラホマ州、サウスダコタ州、ユタ州、ワイオミング州。アラスカ州の場合、民主党候補を支持した唯一の機会だった。
- 1948年から1992年の間の選挙ではカリフォルニア州が唯一民主党候補を支持した選挙だった。民主党がカリフォルニア州で勝てなかったのは、これら10回の選挙でニクソンとレーガンが7回も絡んでいることにその要因を帰する者が多い。
- 民主党候補者が白人票の過半数を獲得したことでは最後の機会になった。